# Gabriella Cristiani
Gabriella Cristiani (Foggia, 22 maggio 1949) è una montatrice e regista italiana.
Risiede da anni a Los Angeles.

## Biografia
Ha cominciato la sua carriera come assistente di Kim Arcalli (Ultimo tango a Parigi, 1972 e Novecento, 1976). Ha lavorato a lungo con Bernardo Bertolucci per il quale ha montato La luna (1979), La tragedia di un uomo ridicolo (1981), L'ultimo imperatore (1987) e Il tè nel deserto (1990). Nel 1987 ha vinto il Premio Oscar per il montaggio del film L'ultimo imperatore.
Come regista, ha realizzato il film Ladies Room (1999) e Desert Roses (1999), un documentario sul film Il tè nel deserto.

## Filmografia

### Montaggio
- Fiorina la vacca, regia di Vittorio De Sisti (1972)
- Un anno di scuola, regia di Franco Giraldi (1976)
- Io sono mia, regia di Sofia Scandurra (1977)
- Berlinguer ti voglio bene, regia di Giuseppe Bertolucci (1977)
- La luna, regia di Bernardo Bertolucci (1979)
- Ammazzare il tempo, regia di Mimmo Rafele (1979)
- Oggetti smarriti, regia di Giuseppe Bertolucci (1980)
- Panni sporchi, regia di Giuseppe Bertolucci (1980)
- La tragedia di un uomo ridicolo, regia di Bernardo Bertolucci (1981)
- Tu mi turbi, regia di Roberto Benigni (1982)
- Sconcerto rock, regia di Luciano Manuzzi (1982)
- Sogno di una notte d'estate, regia di Gabriele Salvatores (1983)
- Cartolina dalla Cina, regia di Bernardo Bertolucci - cortometraggio TV (1985)
- Alta stagione (High Season), regia di Clare Peploe (1987)
- L'ultimo imperatore, regia di Bernardo Bertolucci (1987)
- Kumbha Mela, regia di Michelangelo Antonioni - documentario (1989)
- Francesco, regia di Liliana Cavani (1989)
- Il tè nel deserto, regia di Bernardo Bertolucci (1990)
- Savior, regia di Predrag Antonijević (1998)
- Morning, regia di Ami Canaan Mann (2001)
- Il natale rubato, regia di Pino Tordiglione (2003)
- Una notte con il re (One Night with the King), regia di Michael O. Sajbel (2006)
- Maiya, regia di Anil (2017)
- Teleios, regia di Ian Truitner (2017)

### Assistant editor
- Metti, una sera a cena, regia di Giuseppe Patroni Griffi (1969)
- Veruschka - poesia di una donna, regia di Franco Rubartelli (1971)
- Ultimo tango a Parigi, regia di Bernardo Bertolucci (1972)
- Novecento, regia di Bernardo Bertolucci (1976)

### Regista
- Ladies Room - Intimi segreti (Ladies Room) (1999)
- Desert Roses - documentario (1999)
- Il furetto di Venezia - documentario cortometraggio (2007)
- Falene (2009)

### Attrice
- Desideria, la vita interiore, regia di Gianni Barcelloni (1980)
- La insurrección, regia di Peter Lilienthal (1980)

## Riconoscimenti
- Ciak d'oro
  - 1988 – Miglior montaggio per L'ultimo imperatore[1]